# Pieter Steinz
Pieter Steinz (Rotterdam, 6 oktober 1963 – Haarlem, 29 augustus 2016) was een Nederlandse journalist, literair criticus en schrijver van non-fictie. Van 2012 tot 2015 was hij directeur van het Nederlands Letterenfonds.

## Levensloop
Pieter Steinz groeide op in Rotterdam en de Bommelerwaard. Hij verhuisde na zijn eindexamen aan het Stedelijk Gymnasium 's-Hertogenbosch (1981) naar Amsterdam, waar hij afstudeerde in geschiedenis en Engelse taal- en letterkunde. Van 1986 tot 1990 doceerde hij – als kandidaatsassistent en assistent-docent – klassieke geschiedenis aan de Universiteit van Amsterdam.
Vanaf november 1989 werkte Steinz bij NRC Handelsblad, aanvankelijk als redacteur bij de Donderdag Agenda en het Cultureel Supplement, daarna als filmredacteur, literatuurredacteur en chef van de bijlage Boeken (2006-2012). Hij schreef interviews, beschouwingen en recensies over met name Amerikaanse en Nederlandse literatuur.
In februari 2012 verliet Steinz de journalistiek en werd hij directeur van het Nederlands Letterenfonds, dat zich bezighoudt met het stimuleren van Nederlandse literatuur in binnen- en buitenland, alsmede vertalingen uit vreemde talen. Anderhalf jaar later werd hij gediagnosticeerd met de progressieve zenuwziekte ALS en moest hij de meeste van zijn taken opgeven. Over zijn ziekte schreef Steinz een wekelijkse, later tweewekelijkse column in NRC Handelsblad, 'Lezen met ALS'.
In maart 2014 werd Steinz onderscheiden met de Gouden Ereveer ", omdat hij literatuur, Nederlandse én buitenlandse, op een onnavolgbare manier in een nieuw soort literatuurgeschiedenis geplaatst heeft. Dat doet hij speels en lichtvoetig. Zijn literatuurgeschiedenis is er een van contexten, van verbanden, van netwerken. Geen afzonderlijke sterren interesseren hem, maar de sterrenhemel. En die weet hij op een fascinerende manier te duiden".
Steinz overleed op 29 augustus 2016 op 52-jarige leeftijd aan ALS, waarover hij in zijn laatste jaren schreef.

## Boeken

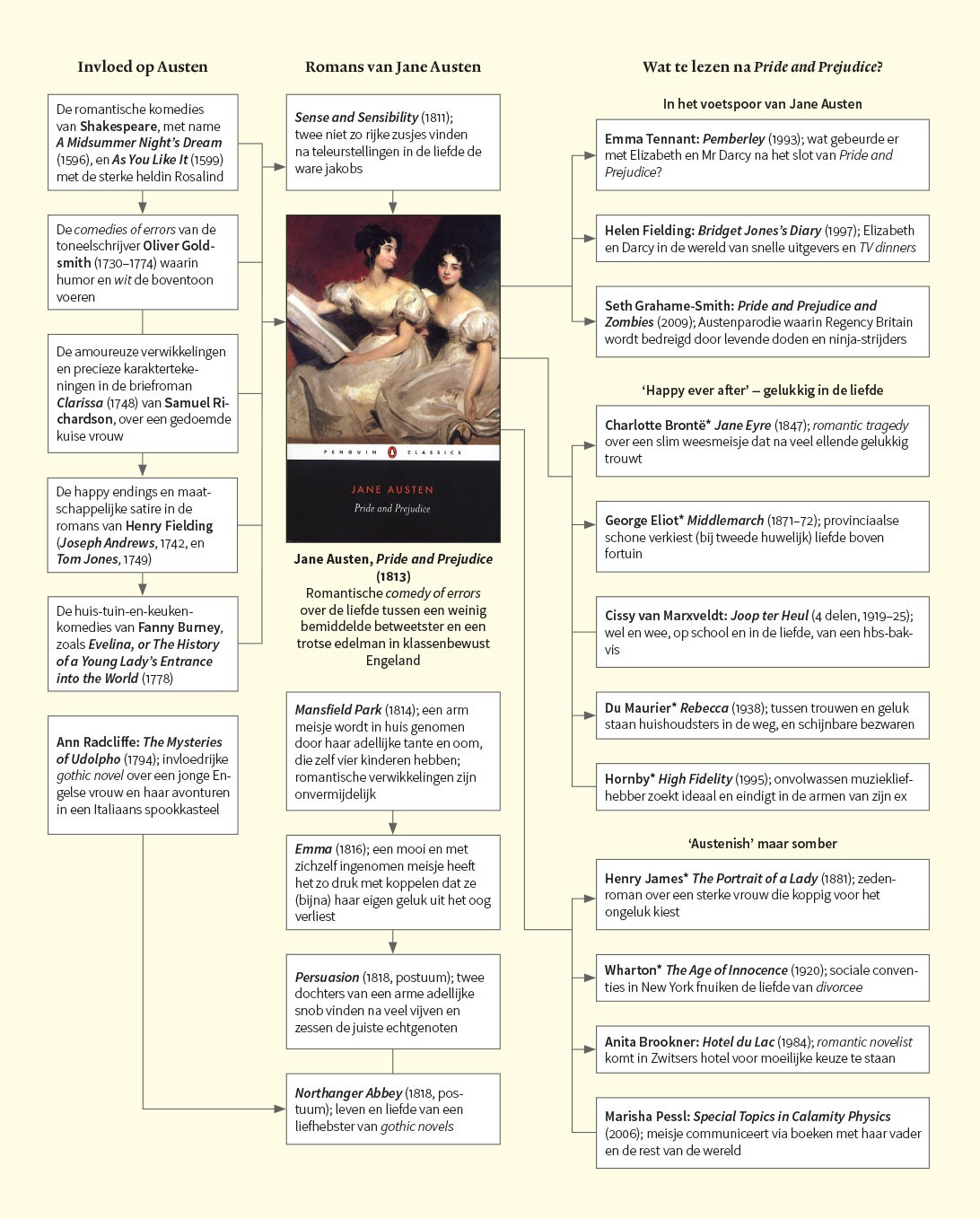
Austen-boekweb uit 'Steinz'

Steinz debuteerde in 1991 als non-fictieschrijver met Meneer Van Dale Wacht Op Antwoord, over verdwenen schoolrijtjes en ezelsbruggetjes uit het middelbaar onderwijs. Twaalf jaar later verscheen de bestseller Lezen &cetera, een gids voor de wereldliteratuur die was opgebouwd rondom 'boekwebben', literaire schema's waarin baanbrekende boeken in een bredere context worden geplaatst, inclusief de inspiratiebronnen van de auteurs, de belangrijkste boeken uit hun oeuvre en suggesties voor 'wat te lezen na…' 
Samen met zijn dochter Jet publiceerde Steinz in 2015 een geactualiseerde en grondig bewerkte editie van zijn leesgids, onder de titel Steinz. Het boek kwam uit in de maand dat ook Steinz' essay voor de Boekenweek: Waanzin in de wereldliteratuur, geschreven in opdracht van de CPNB, verscheen; het werd gepresenteerd in een uitzending van het tv-programma De Wereld Draait Door waarvan Steinz gasthoofdredacteur was (17 februari 2015).
Vanaf 1 januari verzorgde Steinz op basis van 'de Dikke Steinz' de Dagkalender van de Wereldliteratuur op zijn weblog Read Around the Globe.
Steinz' grootste succes was Made in Europe (2014), een geïllustreerd boek met 104 lange en 104 korte essays over de culturele verworvenheden van Europa, van ABBA tot het Zwanenmeer en van het Parthenon tot Prada. De cultuurgeschiedenis is gelonglist voor de Gouden Uil, geshortlist voor de Kleio-prijs voor het beste geschiedenisboek voor het middelbaar onderwijs en bekroond met een speciale vermelding van de Helena Vaz da Silva Award for Raising Public Awareness on Cultural Heritage. In april 2015 werd het boek door een jury onder auspiciën van de CPNB bekroond met de Gouden Tulp voor het informatiefste boek van 2014. Door de Europese Beweging Nederland werd Steinz uitgeroepen tot EuroNederlander 2014 voor zijn 'bijzondere en constructieve bijdrage aan het Europese debat in Nederland.'

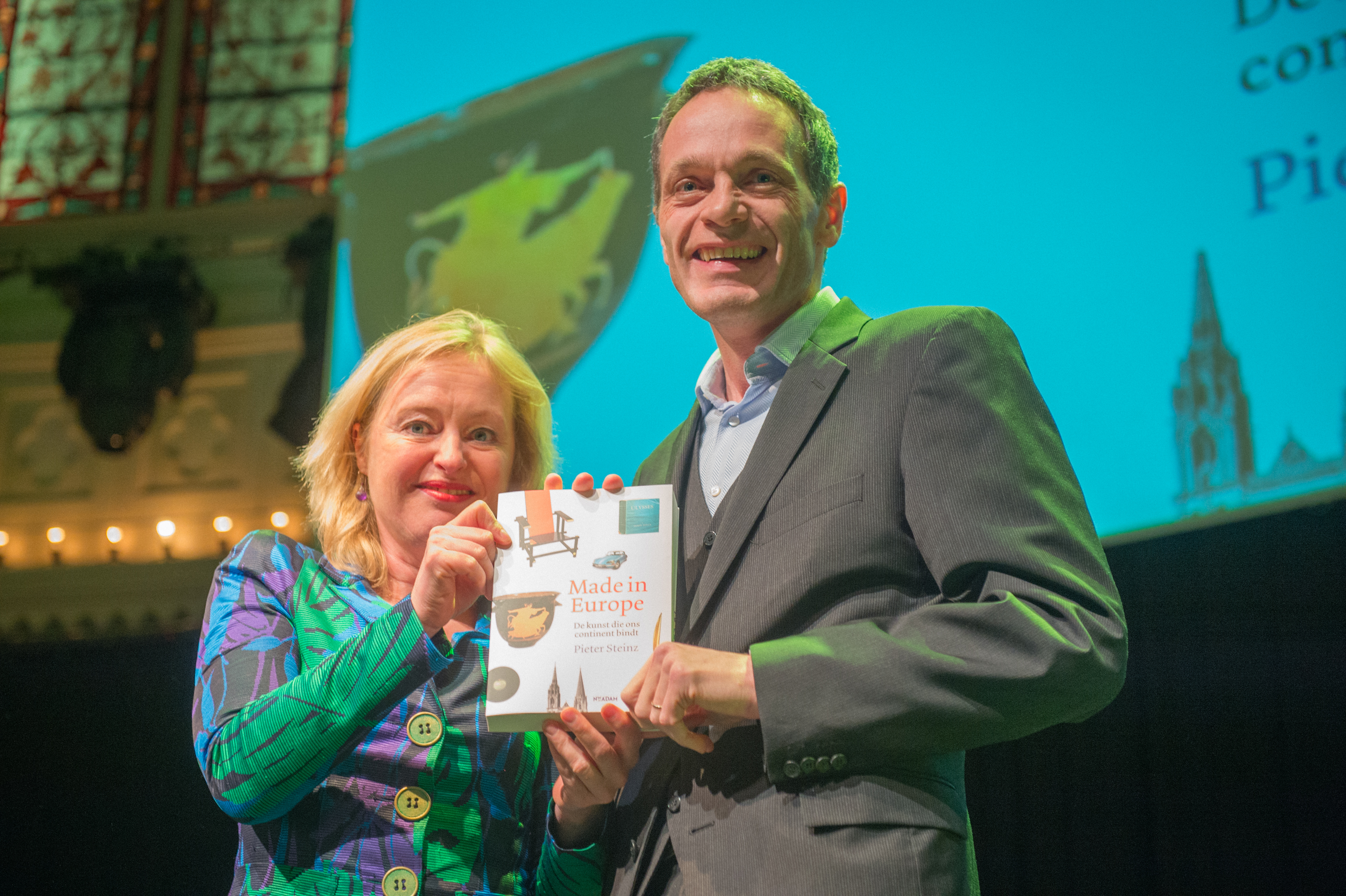
Pieter Steinz reikt eerste exemplaar van 'Made in Europe' uit aan minister van Cultuur Jet Bussemaker in 2014